# Selkäsaari (ö i Päijänne-Tavastland, Lahtis, lat 60,73, long 26,01)
Selkäsaari är en ö i Finland. Den ligger i sjön Pyhäjärvi och i kommunen Orimattila i den ekonomiska regionen  Lahtis ekonomiska region  och landskapet Päijänne-Tavastland, i den södra delen av landet, 90 km nordost om huvudstaden Helsingfors. Öns area är 0,3 hektar och dess största längd är 130 meter i öst-västlig riktning.